# Lloro menut de Geelvink
El lloro menut de Geelvink (Micropsitta geelvinkiana) és una espècie d'ocell de la família dels psitàcids que habita els boscos de Numfor i Biak, a l'oest de Nova Guinea.